# ASOS.com
Asos.com ( /ˈeɪsɒs/ EI-soss) é uma loja britânica de roupas e de artigos de beleza. Principalmente destinada a jovens adultos, Asos vende mais de 850 marcas, bem como a sua própria linha de roupas e acessórios. A receita do exercício findo em 31 de agosto de 2015 foi de 1.119,9 milhões de libras. 
Em agosto de 2015, ASOS PLC atingiu ativos líquidos de £ 237,3 milhões. 
Asos.com é uma varejista em linha global da forma e da beleza, oferecendo moda feminina, moda masculina, calçados, acessórios, joias e produtos de beleza. Ela vende mais de 80.000 produtos de marca e de sua própria marca on-line e através de experiências móveis. Asos tem sites de segmentação no Reino Unido, Austrália, Estados Unidos, França, Alemanha, Espanha, Rússia, Itália e China. Ela também fornece para mais de 140 países (incluindo o Brasil), a partir de centros no Reino Unido, EUA, Europa e China.
A Asos possui sede em Camden Town, na Maior Casa de Londres. Desde 2013, seu principal centro de atendimento é em Barnsley, South Yorkshire, onde emprega 3.000 trabalhadores. O departamento de atendimento ao Cliente é sediado em Hertfordshire, Reino Unido.
Em 2016 a empresa lançou sua primeira série de drama-game show chamado #DIGIDATING, estrelado por AJ Odudu. Foi faturado como um show de encontros na Internet com drama de bastidores. Em setembro de 2016, um relatório investigativo da Buzzfeed News alegou condições de trabalho precárias no armazém da Asos. No entanto, porta-vozes da empresa alegaram que as queixas isoladas relatadas no artigo da Buzzfeed não eram reflexo das condições gerais de trabalho na empresa. 